# Hymenandra lacrimopila
Hymenandra lacrimopila är en viveväxtart som beskrevs av Benjamin Clemens Masterman Stone. Hymenandra lacrimopila ingår i släktet Hymenandra och familjen viveväxter. Inga underarter finns listade i Catalogue of Life.